# Enyalius
Enyalius — рід ігуаноподібних ящірок родини Leiosauridae. Представники цього роду мешкають в Бразилії та Уругваї.

## Опис
Представники роду Enyalius ведуть денний, деревний спосіб життя, живляться комахами. Відкладають яйця, в кладці 3–11 яєць. Період розмноження у E. perditus припадає на теплий і вологий сезон і зазвичай коротший, ніж у інших видів цього роду.

## Види
Рід Enyalius нараховує 11 видів:
- Enyalius bibronii Boulenger, 1885
- Enyalius bilineatus (A.M.C. Duméril & Bibron, 1837)
- Enyalius boulengeri Etheridge, 1969
- Enyalius brasiliensis (Lesson, 1830)
- Enyalius capetinga Breitman et al., 2018[4]
- Enyalius catenatus (Wied, 1821)
- Enyalius erythroceneus Rodrigues, de Freitas, Santos Silva & Viña Bertolotto, 2006
- Enyalius iheringii Boulenger, 1885
- Enyalius leechii (Boulenger, 1885)
- Enyalius perditus Jackson, 1978
- Enyalius pictus (Schinz, 1822)

## Етимологія
Наукова назва роду Enyalius походить від слова дав.-гр. ενυαλιος — войовничий.